# ترانه‌های سوقومون
ترانه‌های سوقومون (ارمنی: Սողոմոնի երգերը؛ انگلیسی: Songs of Solomon) یک فیلم زندگی‌نامه‌ای ارمنستانی محصول سال ۲۰۱۹ میلادی است به کارگردانی آرمان نشانیان که نماینده سینمای ارمنستان در نود و سومین دوره جایزه اسکار بهترین فیلم بین‌المللی بود. ترانه‌های سوقومون زندگانی و فعالیت‌های موسیقایی، کومیتاس وارداپت، آهنگساز، موسیقی‌شناس قومی و کشیش ارمنی را که در طی سال‌های نسل‌کشی ارمنی‌ها می‌زیسته، را به تصویر کشیده‌است.
پریمیر فیلم در تاریخ ۱۹ اکتبر ۲۰۱۹ در تئاتر چینی تی‌سی‌ال هالیوود لس آنجلس با حضور بازیگران و عوامل تولید فیلم برگزار شد.

## بازیگران
- ساموئل تادئوسیان[ر] در نقش کومیتاس
- آرمن نشانیان[ز] در نقش عثمان
- سوس جانیبکیان[ژ] در نقش سارگیس
- آرئویک گئورگیان[س] در نقش سویل
- تاتو هواکیمیان[ش] در نقش سونا
- ژان-پی‌یر نشانیان[ص] در نقش اسقف اعظم در-تساکیان
- آرتاشس آلکسانیان[ض] در نقش عبدالله
- تاتو قازاریان در نقش لاواش کین
- رودولف قوندیان در نقش ژنرال
- نارینه گریگوریان در نقش آناهیت کین
- شاکه توخمانیان در نقش مادربزرگ

## یادداشت
1. ↑  Arman Nshanian
2. ↑  Asko Akopyan
3. ↑  Nick Vallelonga
4. ↑  Audrey Gevorkian
5. ↑  Sylvia Kavoukjian
6. ↑  Andranik Berberyan
7. ↑  Anthony J. Rickert-Epstein
8. ↑  People of AR Productions
9. ↑  Oscar Gold Productions
10. ↑  Aneva Productions
11. ↑  Vallelonga Productions
12. ↑  Samvel Tadevosian
13. ↑  Arman Nshanian
14. ↑  Sos Janibekyan
15. ↑  Arevik Gevorgyan
16. ↑  Tatev Hovakimyan
17. ↑  Jean-Pierre Nshanian
18. ↑  Artashes Aleksanyan